# Aqueduc des Miracles
Pour les articles homonymes, voir Pont romain de Mérida (homonymie).
L'aqueduc des Miracles (en espagnol : Acueducto de los Milagros) ou pont des Miracles est un aqueduc romain  qui alimentait la colonie d'Emerita Augusta, future ville de Mérida, dans l'Estrémadure en Espagne. 
Bien d'intérêt culturel depuis 1912, elle est également, depuis 1993, inscrite au Patrimoine mondial de l'Unesco, via le groupe de monuments dénommé « Ensemble archéologique de Mérida ».

## Construction
L'aqueduc est considéré comme le paradigme des constructions romaines ibériques, érigé à l'époque Auguste dans la seconde moitié du Ier siècle av. J.-C. par de riches familles. Il reste en fonctionnement en l'état durant au moins 3 siècles. L'arc des piliers 9 et 10 est réalisé avec une technique différente, probablement pour marquer sa position centrale dans l'ouvrage. Les contreforts ont été réalisés en deux parties. En bas, la première hauteur de contrefort est parfaitement encastrée dans le pilier jusqu'à la seconde série d'arcs. Par-dessus, les contreforts ne sont pas castrés dans les piliers. Il s'agit d'un probable remaniement et renfort ultérieur de l'ouvrage.

## Présentation

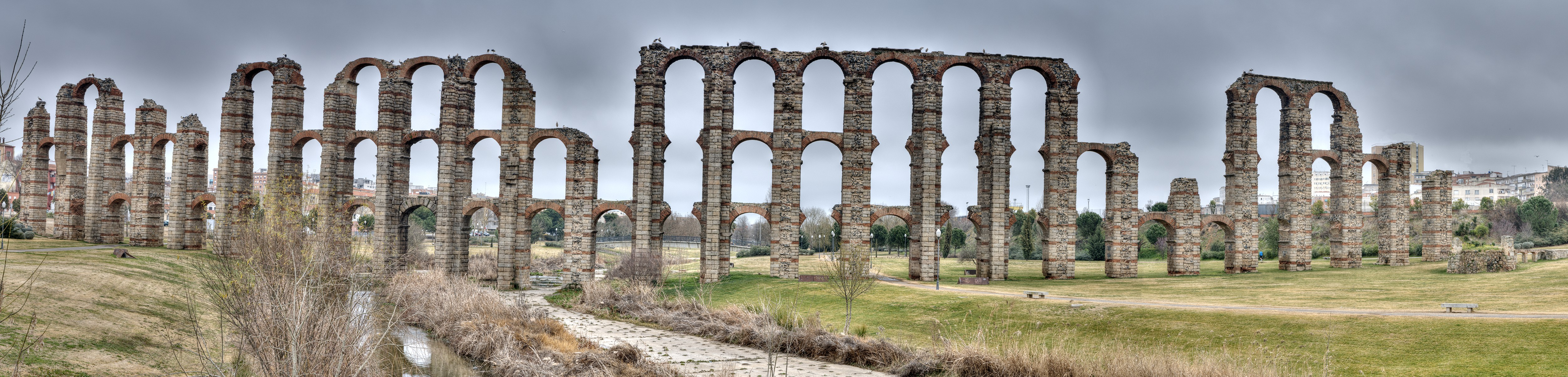
Aqueduc des Miracles.

## Protection

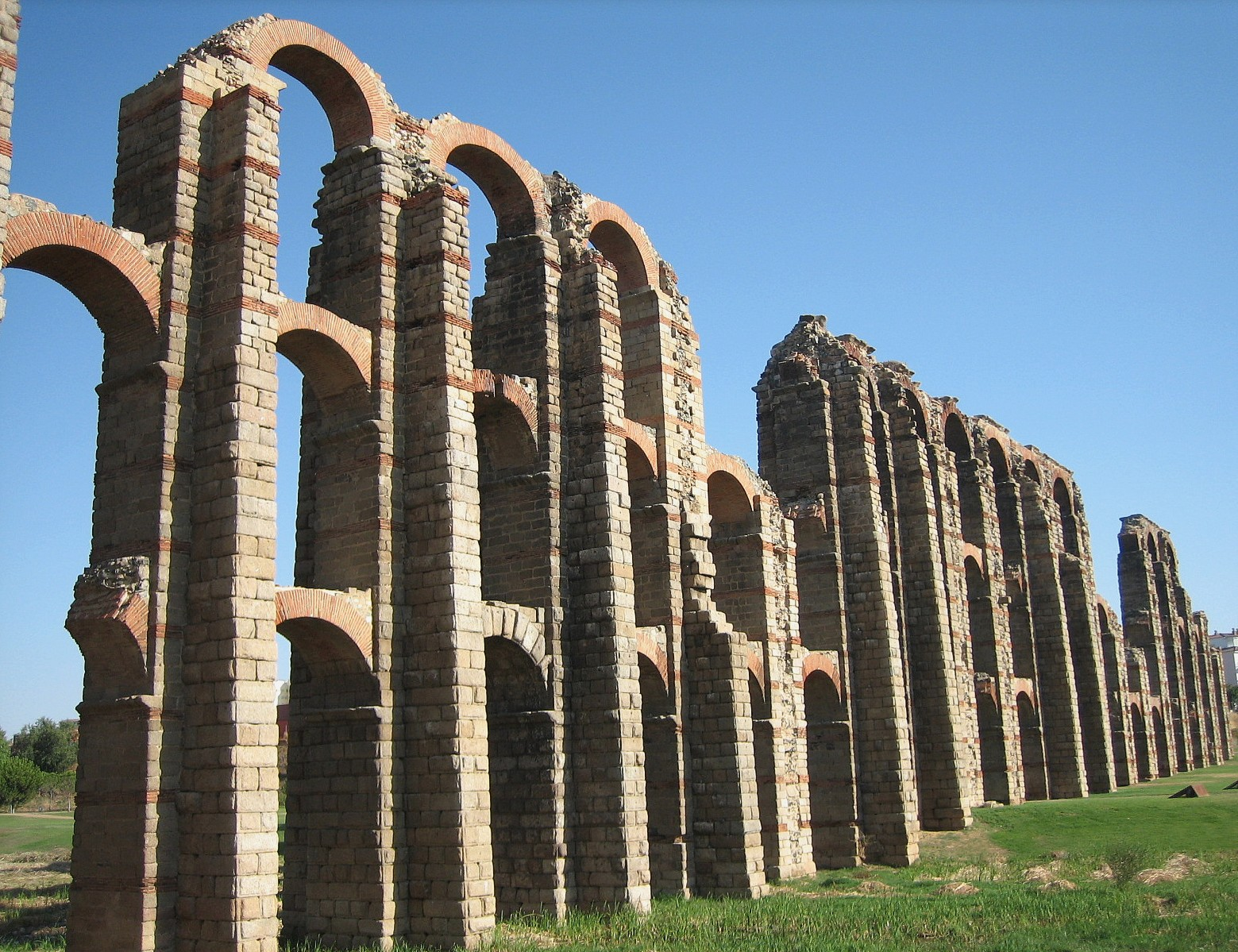
Aqueduc des Miracles.

L'aqueduc fait l’objet d’un classement en Espagne au titre de bien d'intérêt culturel depuis le 13 décembre 1912.
Depuis 1993, il est inscrit, conjointement avec d'autres biens culturels, au Patrimoine mondial de l'Unesco sous le libellé Ensemble archéologique de Mérida.